# Čađavica Gornja (Bijeljina)
Pour les articles homonymes, voir Čađavica Gornja.
Čađavica Gornja (en serbe cyrillique : Чађавица Горња) est un village de Bosnie-Herzégovine. Il est situé sur le territoire de la ville de Bijeljina et dans la république serbe de Bosnie. Selon les premiers résultats du recensement bosnien de 2013, il compte 1 085 habitants.

## Géographie
Le village est situé sur les bords de la rivière Rijeka.

## Démographie

### Évolution historique de la population dans la localité
| 1948 | 1953 | 1961  | 1971  | 1981  | 1991 | 2013  |
| ---- | ---- | ----- | ----- | ----- | ---- | ----- |
| 881  | 966  | 1 027 | 1 066 | 1 042 | 973  | 1 085 |

|  |